# 虚拟磁盘和虚拟驱动器
虚拟磁盘和虚拟驱动器是模拟物理磁盘以及磁碟機、光碟機、硬碟機的软件组件。虚拟磁盘和虚拟驱动器是虛擬機器中常见的组件，例如VMware vSphere中就使用了虚拟磁盘。